# Skup podataka
Skup podataka, zbirka podataka. U slučaju tabličnih podataka, skup podataka odgovara jednoj ili više tablica, gdje svaki stupac u tablici odgovara određenoj varijabli i svaki redak odgovara danom zapisu u skupu podataka o kojem se radi. Skup podataka sadrži vrijednosti za svaku od varijabla, poput visine i težine objekta, za svakog člana skupa podataka. Svaki član je podatak. Skup podataka također se sastoji od dokumenata ili datoteka. Podatkovne baze su organizirani skupovi podataka.